# Informacijsko bojevanje
Informacijsko bojevanje (angl. information warfare) je posebna oblika bojevanja za pridobivanje informacij, s pomočjo informacijsko-komunikacijske tehnologije (IKT). Informacijsko bojevanje zajema dva termina: informacijo in bojevanje. Informacija je tarča ali orodje informacijskega vojskovanja, ki ga izvedemo s pomočjo informacijskega napada. Informacijsko bojevanje je koncept, ki še nima uveljavljene univerzalne definicije, uporablja se več različnih izrazov, npr. informacijsko bojevanje, informacijsko vojskovanje, kibernetsko vojskovanje, ipd.
Pojem ne zajema zgolj vojaške ofenzive, temveč tudi obrambno, vohunsko in psihološko dejavnost držav, poslovnih entitet in civilnih skupin, zato je najbolj smiselno uporabljati pojem bojevanje. Informacijsko bojevanje se je razvilo predvsem zaradi stopnje moči, ki jo pridobimo s posedovanjem informacij. S tem, ko nekdo poseduje te informacije ima določeno prednost pred tistim, ki jih ne, zato pri tem lahko govorimo o informacijski moči. Vpliv omenjene moči je posebej viden na področju politike, mednarodnih odnosov in medorganizacijske tekmovalnosti, kjer so za sprejemanje pomembnih odločitev ključne natančne, pravočasne, zaupne in skrbno varovane informacije. Vsekakor ne gre za sodoben termin, saj se je v preteklosti gledalo na informacijsko bojevanje z vojaškega vidika kot vojno orodje za in zoper informacije drugih držav.
Na področju informacijskega bojevanja se kot najbolj ogrožena organizacijska struktura kaže kritična infrastruktura, kot so informacije in komunikacije, energetika, bančništvo in finance, fizična distribucija (transportni sektor) in oskrba ljudi z nujnimi življenjskimi potrebščinami (preskrba z vodo, službe za nujno odzivanje, vladni informacijski sistemi, vojaško informacijsko premoženje, ipd.

## Vrste in tehnike informacijskega bojevanja
Informacijsko bojevanje kot ofenzivna dejavnost je sestavljeno iz šestih komponent:
- psihološke operacije (propaganda ali širjenje informacij z namenom vplivanja na odločitve ljudi),
- elektronsko bojevanje (onemogočanje dostopa do informacij),
- vojaško zavajanje (zavajanje nasprotnika z verodostojnimi dezinformacijami, ki bodo nam v prid),
- fizično informacijsko bojevanje (fizičen napad na informacijski sistem),
- zaščitni ukrepi za varovanje informacijskega sistema,
- informacijski napad (zloraba, uporaba in uničenje informacije).

Za izvedbo informacijskega bojevanja so v današnjem času na voljo številna orodja, tako za obrambo kot za izvajanje napadov:
- sniffer (programska oprema za zbiranje uporabniških imen in gesel),
- trojanski konj (virus, ki omogoča oddaljen nadzor nad omrežnim sistemom, z namenom upravljanje nad sistemom),
- stranska vrata (uporablja se za neavtoriziran dostop in nadzor nad sistemom),
- logična bomba (škodljiv program, ki se aktivira ob določenem datumu ali kakšnem drugemu izpolnjenemu pogoju),
- video morphing (izdelovanje informativnih oddaj, ki jih ni mogoče ločiti od izvorne oblike),
- napad za zavrnitev storitve (napad s preobremenitvijo sistema z veliko količino zahtev z namenom upočasnitve ali uničenja delovanja strežnika),
- računalniški virus ali črv (računalniški program, ki se razširja po računalniških sistemih in uničuje pomembne podatke ter moti delovanje kritične infrastrukture),
- informacijska blokada (preprečuje vstop in odtekanje podatkov iz informacijskega sistema na območju neke države),
- spam (neželena/nadležna pošta),
- IP spoofing (pridobitev zaupne vojaške informacije pod pretvezo avtoriziranega ukaza).

## Zaščita pred informacijskim bojevanjem
Zoper informacijsko bojevanje sta za vzpostavitev zaščite v medsebojnem delovanju uspešni naslednji strategiji:
- Arhitekturna strategija - zajema večplastno varovanje, pri čemer storilec porabi več časa in sredstev, da premaga te plasti in na koncu pride v sistem. Vsaka posamezna plast ne zagotavlja dovolj zaščite. Varovanje je učinkovito šele, ko deluje vse skupaj, več plasti požarnih zidov z antivirusno programsko opremo in detektorji neavtoriziranih dostopov.
- Managerska strategija je sestavljena iz štirih delov: zaposlovanja certificiranih varnostnih managerjev, usposobljenega osebja, analiziranja tveganj in sledenja smernicam politike upravljanja s tveganji.[5]